# Otto II. von Utrecht

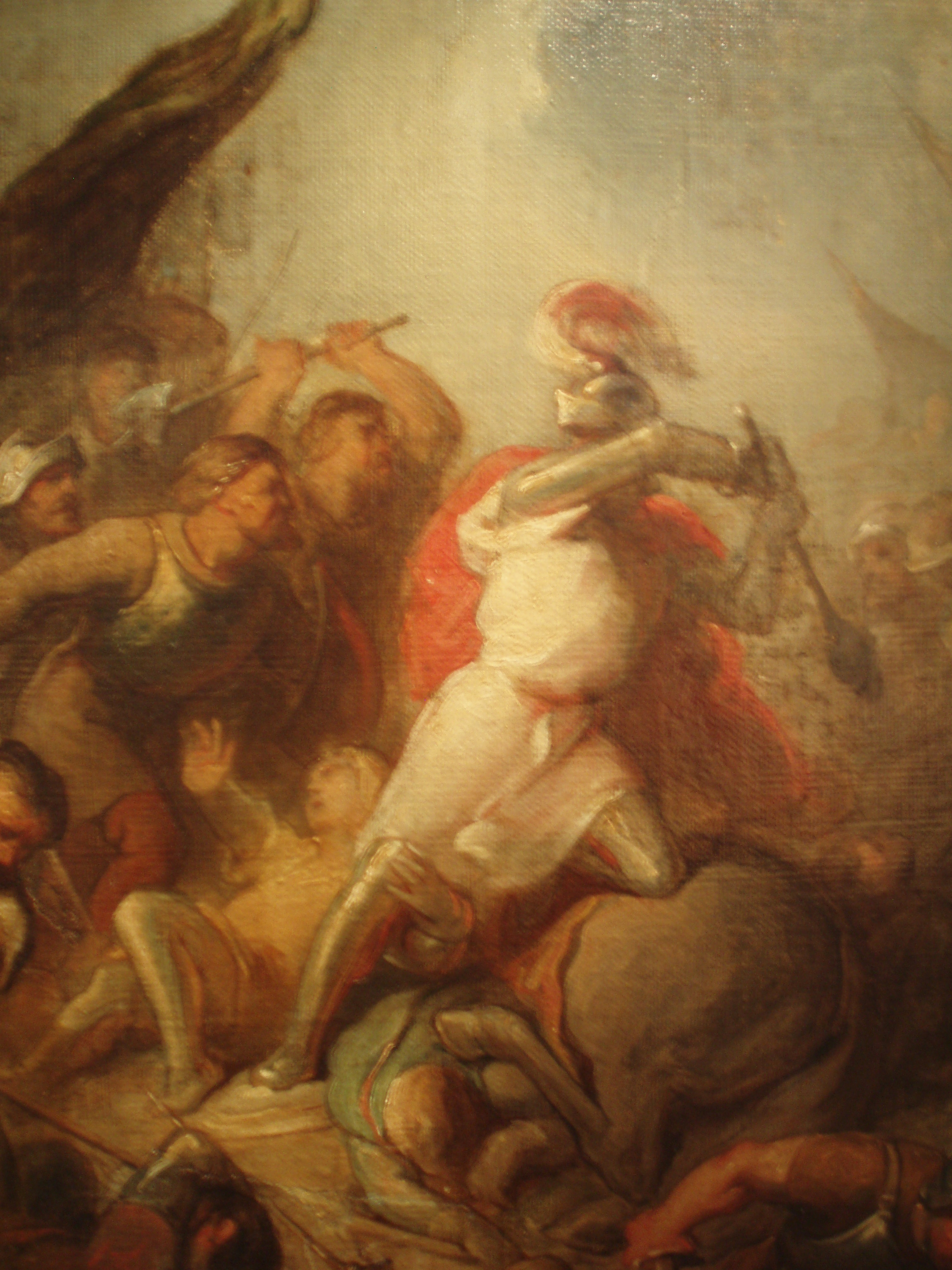
Otto II von Utrecht in der Schlacht bei Ane (Frederik Zürcher, 1825–1876).

Otto II. von Lippe († 28. Juli 1227 in Ane bei Coevorden) war Bischof von Utrecht.

## Leben
Otto war ein Sohn des Edelherrn Bernhard II. Er wurde spätestens 1204 Kanoniker an St. Marien in Utrecht und 1209 Dompropst in Utrecht. Seine Wahl zum Bischof verdankte er dem Einfluss der Grafen von Holland und von Gelderland in Utrecht.
Als ein kriegerischer Herr nahm er 1217 das Kreuz und beteiligte sich an dem Kreuzzug von König Andreas von Ungarn nach Syrien. 1222 kam er zurück und wurde gleich in einen Streit mit den mächtigen Nachbarn Holland und Gelderland verwickelt. Nach längerem, wechselnden Krieg, an welchem die meisten Vasallen des Stiftes in der Veluwe und Salland teilnahmen, wurde der Konflikt durch Vermittlung des päpstlichen Legaten beendet. Der Bischof verlor dabei mehrere Orte in Gelderland jetzt an den Grafen.
Die Wirren in Drenthe, wo der Burggraf Rudolf von Coevorden sich der bischöflichen Autorität widersetzte, was eng mit den Parteikämpfen in Groningen und den friesischen Gauen der Umgebung zusammenhing, zwangen ihn, bei den mächtigen Nachbarn einen Rückhalt zu suchen. Die Heerfahrt, die er an der Spitze eines ansehnlichen Ritterheeres gegen die freien Drenther Bauern unternahm (es hatten sich die Grafen und Bischöfe der Nachbarschaft teils persönlich angeschlossen, teils Zuzug gestellt, während die utrechter, geldrische, bentheimer und sallandsche Ritterschaft mit Freude zum Kampf eilte), endete mit der Niederlage in der Schlacht bei Ane 1227, nahe Coevorden. Das bischöfliche Heer geriet in einen Morast, in welchem die Ritter mit ihren schweren Rüstungen hilflos den Geschossen und Streichen der Bauern, und, wie gesagt wird, ihrer Frauen unterlagen, und wurde fast aufgerieben. Der Graf von Gelderland und viele Edle und Geistliche wurden gefangen, der Bischof, im Schlamm festgehalten auf seiner Flucht, grausam verstümmelt und ermordet.

## Quelle
- Pieter Lodewijk Muller: Otto II., Bischof von Utrecht. In: Allgemeine Deutsche Biographie (ADB). Band 24, Duncker & Humblot, Leipzig 1887, S. 729.